# Bryant Thomas Castellow
Bryant Thomas Castellow, född 29 juli 1876 i Quitman County i Georgia, död 23 juli 1962 i Cuthbert i Georgia, var en amerikansk demokratisk politiker. Han var ledamot av USA:s representanthus 1932–1937.
Castellow studerade först vid Mercer University och avlade 1897 juristexamen vid University of Georgia. Därefter inledde han sin karriär som advokat. Han arbetade som domare i Clay County 1901–1905. År 1932 efterträdde han Charles R. Crisp som kongressledamot och efterträddes 1937 av Stephen Pace.
Castellow avled 1962 och gravsattes på Rosedale Cemetery i Cuthbert i Georgia.